# Задача Дидоны
Зада́ча Дидо́ны — исторически первая задача вариационного исчисления. Связана с древней легендой об основании города Карфагена. Дидона — сестра царя финикийского города Тира — переселилась на южное побережье Средиземного моря, где попросила у местного племени участок земли, который можно охватить шкурой быка. Местные жители предоставили шкуру, которую Дидона разрезала на узкие ремни и связала их.
Получившимся канатом охватила территорию у побережья.
Возникает вопрос о том, как охватить максимальную площадь канатом данной длины.

## О решениях
Решением является полуокружность.
Обычно решается применением изопериметрического неравенства к кривой, по которой идёт канат и его отражением от линии берега.
Задачу также можно свести к нахождению экстремума функционала
{\displaystyle I[y(x)]=\int \limits _{a}^{b}y(x)\,dx,}
с граничными условиями {\displaystyle y(a)=0,\;y(b)=0}, и при фиксированном параметре (длине)
{\displaystyle l=\int \limits _{a}^{b}{\sqrt {1+y'(x)^{2}}}\,dx,}
где {\displaystyle a} и {\displaystyle b} просто точки закрепления каната.